# Изабелла Арагонская (королева Франции)
Изабелла Арагонская (араг. Isabel d'Aragón, кат. Elisabet d'Aragó i d'Hongria; 1247 — 28 января 1271) — инфанта Арагона, дочь короля Арагона Хайме I Завоевателя и Иоланды Венгерской, супруга короля Франции Филиппа III Смелого.

## Происхождение
Изабелла была четвёртой дочерью короля Арагона Хайме I Завоевателя и его второй жены Иоланды Венгерской. По отцовской линии была внучкой Педро II Католика, первого вассала Папы Римского среди арагонских королей и участника альбигойского крестового похода, а также Марии де Монпелье. По материнской линии происходила из венгерской династии Арпадов и приходилась внучкой королю Венгрии Андрашу II, предпринявшему Пятый крестовый поход, и Иоланде де Куртене, принцессе Латинской империи.

## Брак и дети

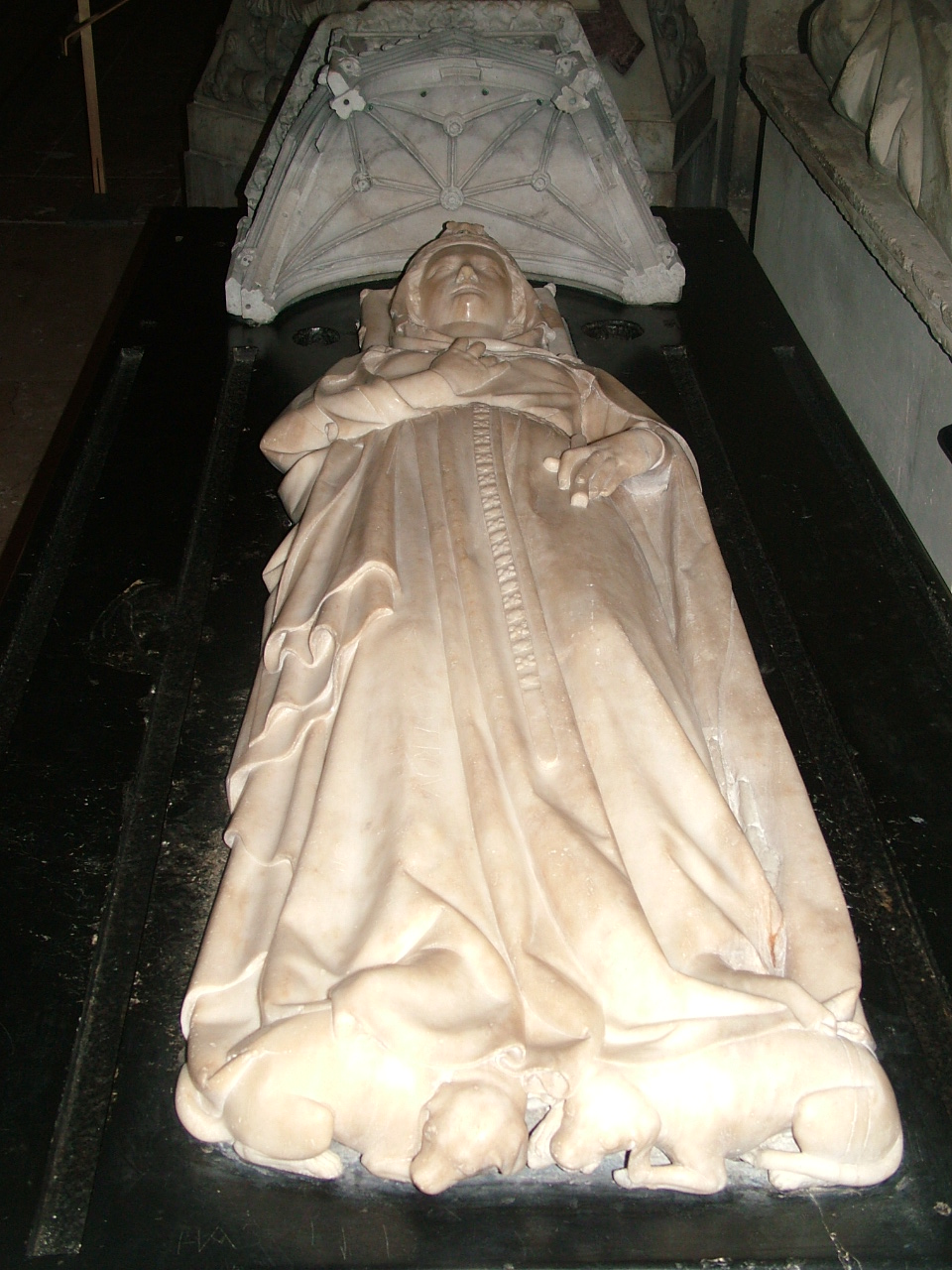
Посмертное надгробие Изабеллы Арагонской.

28 мая 1262 года юная Изабелла вышла замуж за наследника французского престола Филиппа. Венчание происходило в кафедральном соборе Клермона.
Изабелла родила супругу четверых сыновей:
- Людовика (1264—1276)
- Филиппа IV Красивого (1268—1314)
- Роберта (1269—1276)
- Карла Валуа, (1270—1325)

В 1270 году сопровождала супруга в Восьмом крестовом походе в Тунис. В начале января, на обратном пути, была сделана остановка в Козенце. Будучи на шестом месяце беременности, Изабелла упала с лошади. Это вызвало преждевременные роды. Пятый сын супругов родился мёртвым. Спустя семнадцать дней после этого Изабелла скончалась. Филипп перевёз останки жены и ребёнка в Париж, где они были с почестями похоронены в Аббатстве Сен-Дени.